# Jack Hartnett
Jack Hartnett (ur. 5 października 1975) – amerykański aktor, ponadto reżyser, scenarzysta i producent filmowy, odznaczony weteran Korpusu Piechoty Morskiej Stanów Zjednoczonych (Marines).

## Kariera
Karierę aktorską rozpoczął w rodzimym Nowym Jorku. Debiutował w roli głównej jako Billy w niezależnym filmie Davida Lowella Sonkina Friends, First and Foremost (1999). W serialu Seks w wielkim mieście (Sex and the City, 2000) był obiektem westchnień Samanthy (Kim Cattrall). Film nagrodzono podczas festiwalu Long Island International Film Expo w roku 1999. Pięć lat później wystąpił w komediodramacie Aleca Baldwina Na skróty do szczęścia (The Devil and Daniel Webster, 2004) u boku Sir Anthony’ego Hopkinsa i Baldwina.
Za sprawą dyrektor castingu Kathleen Chopin zagrał w dwóch filmach: jako Cade w telewizyjnej komedii My Sexiest Mistake (2004) i jako Tom Reda, szwagier Sary Melas (Eva Mendes) w kinowej komedii romantycznej Hitch: Najlepszy doradca przeciętnego faceta (Hitch, 2005) z Willem Smithem i Kevinem Jamesem. Najbardziej rozpoznawalny stał się dzięki roli psychopaty Anthony’ego w telewizyjnym thrillerze O własnych siłach (Stranded, 2006).
W roku 2007 debiutował w roli reżysera, scenarzysty i producenta krótkometrażowego dramatu sensayjnego La Vida Blanca (The White Life w USA), w którym wystąpił również jako główny bohater, żołnierz Jack Donovan. Za ten film odebrał nagrodę Grand Jury Prize podczas New York International Independent Film & Video Festival w 2007 roku. Wyreżyserował potem inne projekty, w tym Sovereign (2015) i Bottle in the Smoke (2016).
Pracował także jako fotomodel. Jego zdjęcia zamieszczano na okładkach powieści romantycznych, m.in.: Dark Symphony Christine Feehan (2003), Yankee Earl Shirl Henke (2003), Renegade Moon (2003) Elaine Barbeiri, Wild Desire Phoebe Conn (2003) czy A Knight’s Honor (2005) Connie Mason.
W 2006 związał się z aktorką meksykańską i byłą Miss Meksyku Blancą Soto, którą poślubił w lipcu 2007 roku. Jednak 17 listopada 2011 doszło do separacji, a w roku 2012 do rozwodu.

## Filmografia
| Rok  | Tytuł                                                 | Rola                      | Reżyser                                       |
| ---- | ----------------------------------------------------- | ------------------------- | --------------------------------------------- |
| 1999 | Friends, First and Foremost                           | Billy                     | David Sonkin                                  |
| 2000 | Seks w wielkim mieście (Sex and the City)             | przystojny mężczyzna      | Allen Coulter                                 |
| 2003 | Na skróty do szczęścia (The Devil and Daniel Webster) | kelner-gej                | Alec Baldwin (w napisach: Harry Kirkpatrick)  |
| 2004 | My Sexiest Mistake (TV)                               | Cade                      | Jon Sherman                                   |
| 2005 | This Revolution                                       | republikanin na przyjęciu | Stephen Marshall                              |
| 2005 | O własnych siłach (Stranded, TV)                      | Anthony                   | Kern Konwiser                                 |
| 2005 | Hitch: Najlepszy doradca przeciętnego faceta (Hitch)  | Tom Reda                  | Andy Tennant                                  |
| 2007 | La Vida Blanca (film krótkometrażowy)                 | Jack Donovan              | Jack Hartnett (także scenarzysta i producent) |
| 2010 | Regresa                                               | Príncipe                  | Alejandro González Padilla                    |
| 2012 | I Won’t Be Your Mirror (film krótkometrażowy)         | producent filmowy         | Franco Franchini                              |
| 2014 | Unjudgeable (film krótkometrażowy)                    | zastępca szeryfa Fulford  | Jack Hartnett (także producent)               |
| 2015 | Sovereign (film krótkometrażowy)                      | Clay                      | Jack Hartnett (także scenarzysta i producent) |
| 2016 | Bottle in the Smoke                                   | Tony                      | Jack Hartnett (także producent)               |